# 維斯科迪略山
42°11′39″N 6°30′22″W / 42.19417°N 6.50611°W

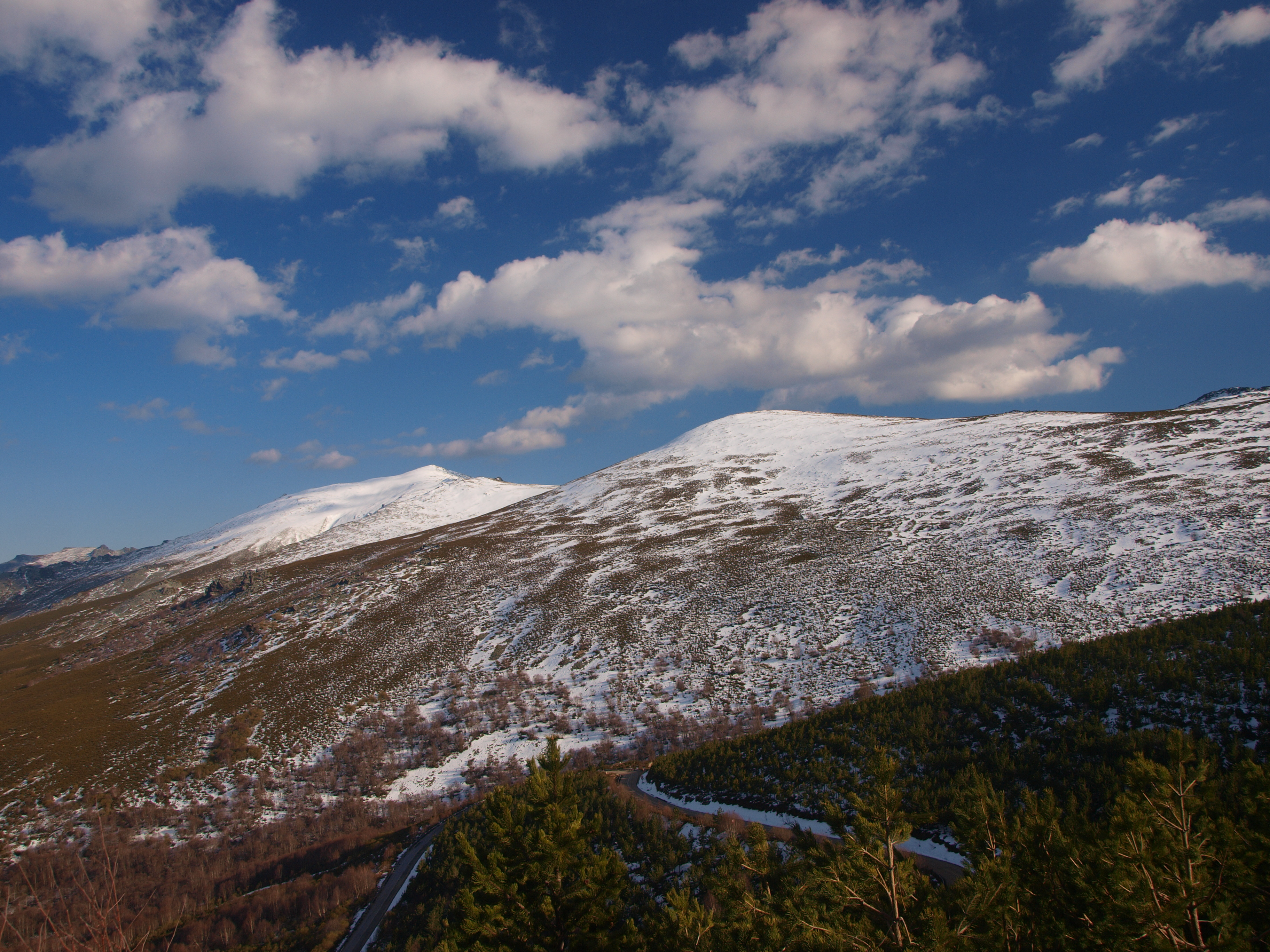

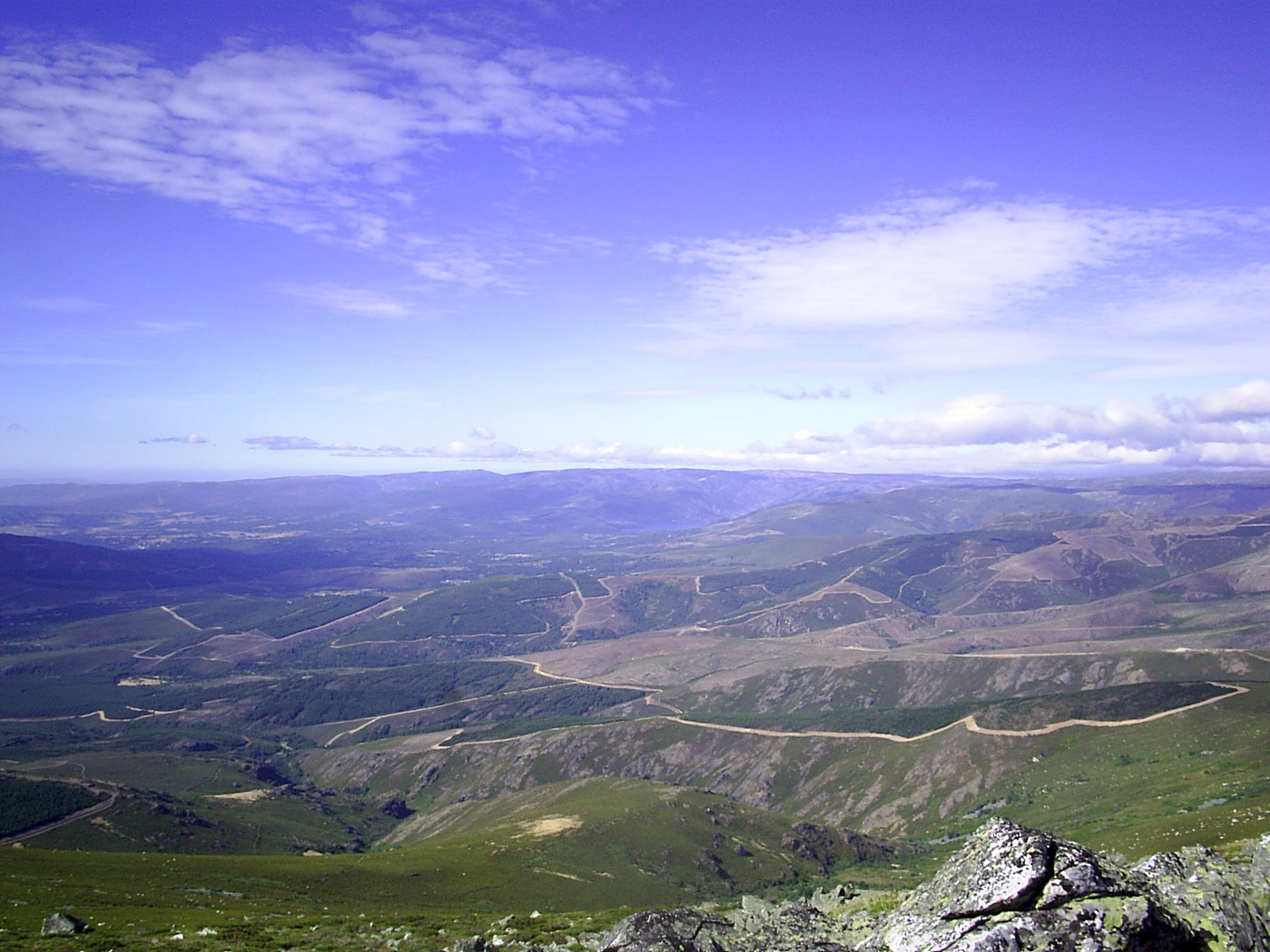

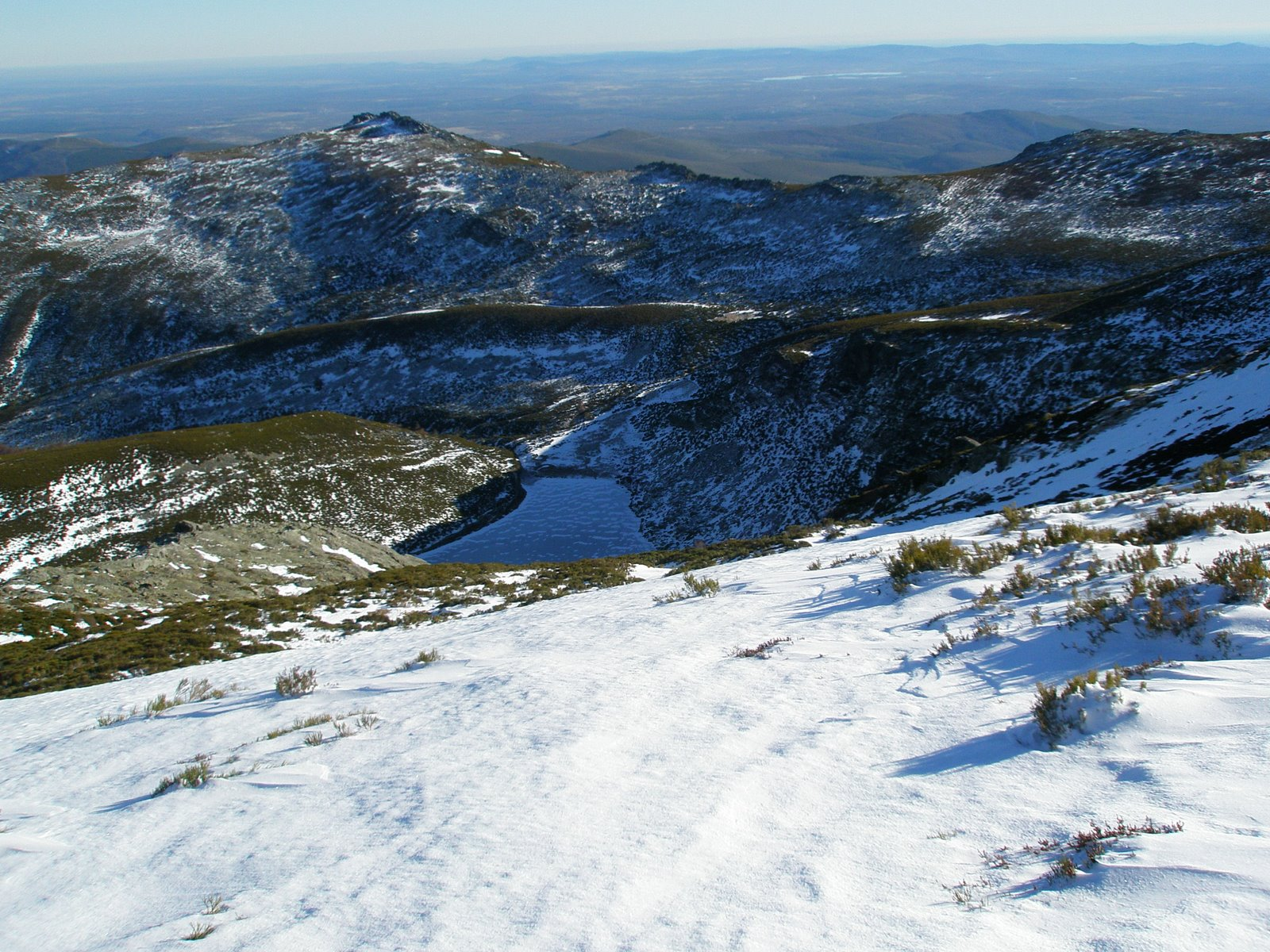

維斯科迪略山（西班牙語：Vizcodillo），是西班牙的山峰，位於該國西北部，處於萊昂省和薩莫拉省之間，屬於卡布雷拉山脈的一部分，該山峰海拔高度2,121米。